# Бородулин, Владимир Ильич
Влади́мир Ильи́ч Бороду́лин (28 мая 1961, Усть-Каменогорск, Казахская ССР, СССР — 24 ноября 2020, там же) — советский и казахстанский хоккеист, выступавший на позиции вратаря. Был главным тренером «Казцинк-Торпедо».

## Биография
Старший брат известного хоккеиста, нападающего Михаила Бородулина, сын Ильи Васильевича Бородулина — многолетнего председателя Клуба любителей хоккея города Усть-Каменогорска.
Воспитанник усть-каменогорского хоккея, отец хоккеиста Юрия Бородулина.
Несколько лет провёл в дубле «Торпедо». В 1981 году выехал в Алма-Ату, где три года был основным вратарем «Енбека». В 1984 году вернулся в Усть-Каменогорск, где выступал до 1996 года. Последние два сезона выступал в ХК «Сибирь» (Новосибирск). Бронзовый призёр чемпионата мира по хоккею 1993 года (дивизион C).
После окончания карьеры работал тренером вратарей в ХК «Казцинк-Торпедо» (Усть-Каменогорск), ХК «Барысе» (Астана).
В 2010 году вместе с ХК «Горняк» (Рудный) выиграл Кубок Казахстана (турнир проходил в Усть-Каменогорске).
В сезоне 2010/11 года был главным тренером ХК «Казахмыс» (Караганда).
Вскоре вернулся в родной город и стал работать в детско-юношеской хоккейной школе, а затем и в фарм-клубе.
Скончался 24 ноября 2020 года.